# Meerkat Manor: The Story Begins
Meerkat Manor: The Story Begins is een Amerikaanse documentairefilm uit 2008, gemaakt door Discovery Films en Oxford Scientific Films. De 75-minuten durende film ging in première op het Tribeca Film Festival van 2008. De televisiepremière volgde op 25 mei 2008 op Animal Planet.
De film is een prequel op Meerkat Manor, en is gedurende 2 jaar tijd opgenomen in het Kuruman River Reserve op de Noord-Kaap, Zuid-Afrika. De film werd door critici aan de ene kant geprezen vanwege de cinematografie en het vasthouden van de diepgang van de televisieserie, maar anderszins bekritiseerd omdat de film weinig nieuws zou bieden aan de kijkers.

## Verhaal
De meerkat Flower wordt op 15 maart 2000 in de Kalahariwoestijn geboren uit Holly, de leidster van een meerkatgroep genaamd de Whiskers (snorharen). Na een aanval van een rivaliserende groep, de Lazuli, zijn de Whiskers gedwongen hun territorium op te geven en te verhuizen naar een nieuwe plek.
Een havik doodt Holly als Flower een jaar oud is, en haar vader de groep verlaat om een nieuwe partner te vinden. Flowers` zuster Viale wordt de groeps-matriarch en kiest Youssarian, een vrij mannetje van de Lazuli, als haar partner. Flower sluit een verbond met Youssarian`s broer, Zaphod, maar Viale doodt de resulterende pups en zet Flower tijdelijk uit de groep. Gedurende een tijd van honger en droogte probeert Viale de groep over een weg te leiden om te foerageren. Als zij een weg oversteekt, wordt ze geraakt door een passerende truck en sterft aan haar verwondingen.
Als de Whiskers zich proberen aan te passen aan het verlies van hun leidster, wordt de groep door een slang belaagt. Flower werpt zich op als leidster en spoort de groep aan de slang te verjagen. Daarmee wordt zij de nieuw leidster van de groep. Zaphod keert terug naar de groep om haar partner te worden. Yossarian staat zijn plaats aan hem af en verlaat de groep. Flower leidt de Whiskers terug naar hun oorspronkelijke woonstede, en na een korte strijdt claimen zij hun territorium weer van de Lazuli. Aan het eind van de film volgt nog een beschrijving over de doodt van Flower (tijdens het derde seizoen van Meerkat Manor) en de kinderen die ze nalaat.